# CM-501G
CM-501G多用途战术导弹為一種巡飛彈是中國製造的小型巡弋飛彈，其介於迷你無人機和巡弋飛彈的雙重特性，日後劃歸為巡飛彈。
2012年第九屆珠海航展上首次出現於中國航天科工集團展覽區。會場說明書規格為暫定由陝西汽車控股集團的SX2190 6x6卡車底盤改造的發射車，搭載多枚垂直發射系統構成一種前線戰車。每車至少18枚也可搭載於東風猛士吉普車上，但枚數較少。

## 改型
- CM-501G-原始版本射程70公里
- CM-501GA-縮短版本射程40公里，可裝於更小型車上。
- CM-502V (CM-502)-超小型版本射程25公里，可裝兩枚於摩托車上
- CM-502KG-掛於無人機上的空對地版本
- CM-501XA (CM-501X)-遊蕩彈藥版本，可滯空30分鐘類似無人機[4]

## 參看
- XM501網火系統
- 96式多用途導彈系統